# Тервете
Те́рвете (латыш. Tērvete) — населённый пункт в Терветском крае Латвии, на правом берегу реки Тервете. Входит в состав Терветской волости (ранее являлся её административным центром). Расстояние до города Добеле составляет около 18 км. По данным на 2015 год, в населённом пункте проживало 393 человека.

## История
Впервые человек поселился на территории современного Тервете в 1-м тысячелетии до н. э. (железный век).
К XIII веку Тервете стал одним из крупнейших культурных и политических центров Земгале.
В начале XX века велась добыча торфа и жёлтой охры. Действовала лютеранская церковь, волостная и церковная школы, пивоваренный завод, водяная мельница, ярмарка.
В советское время населённый пункт был центром Терветского сельсовета Добельского района. В селе располагался республиканский тубсанаторий «Тервете».

## Достопримечательности
- Терветское городище
- Городище Клостеркалнс
- Руины замка Светкалнс
- Руины замка Калнамуйжа
- Охотничий дворец графа Палена
- Дом-музей Анны Бригадере
- Реконструкция крепости земгалов
- Терветский санаторий

## Фотографии

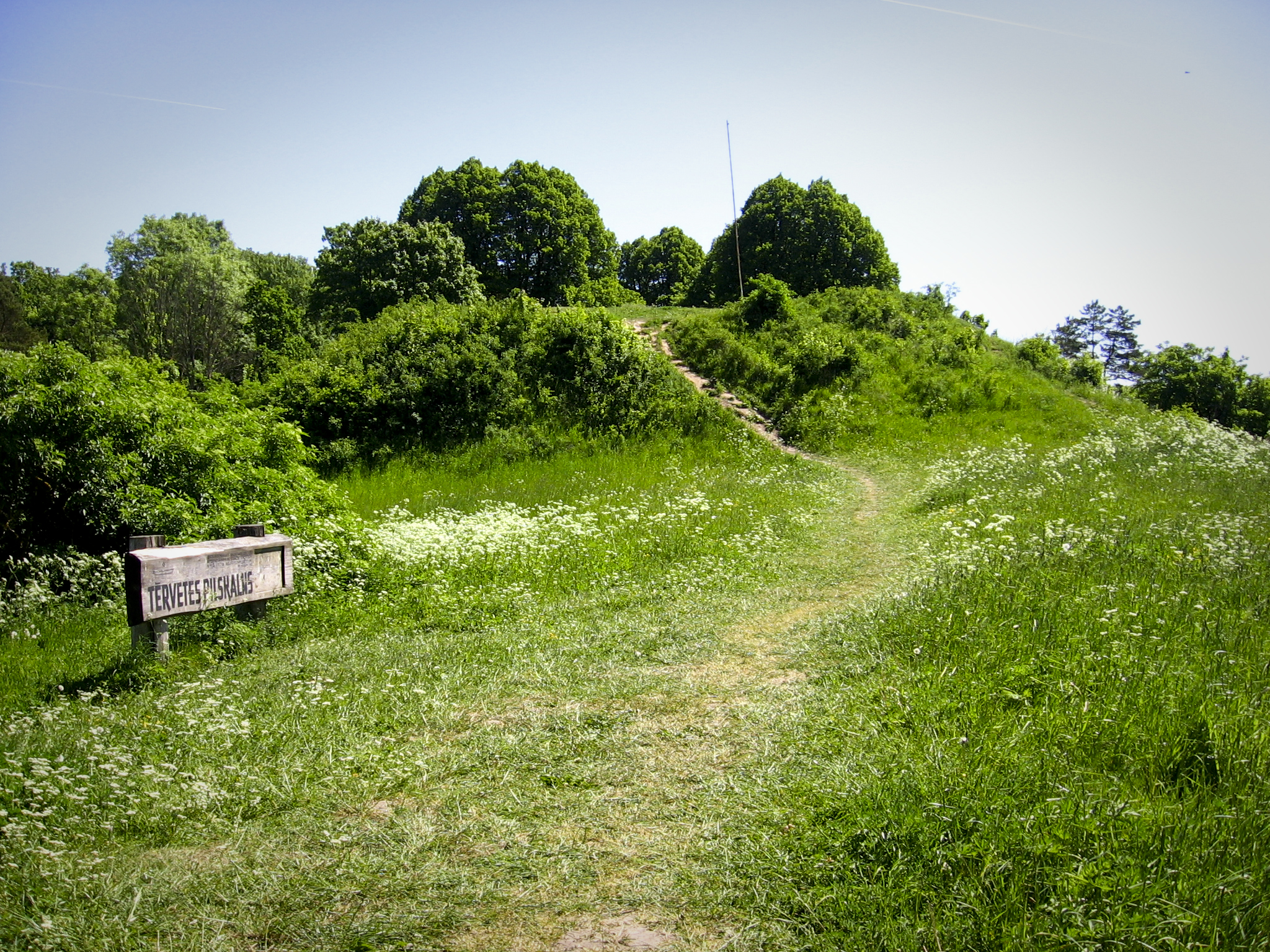
Терветское городище
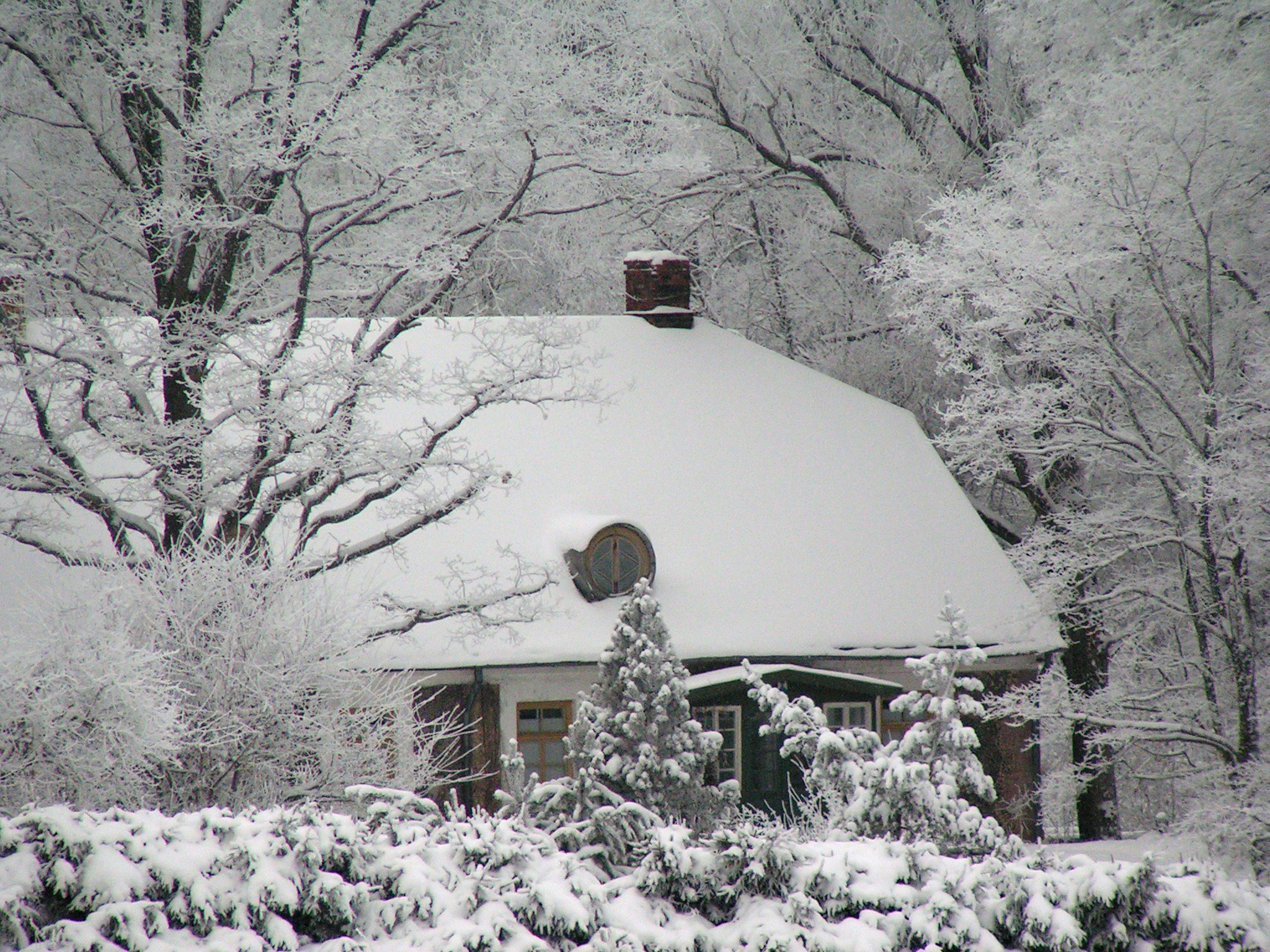
Дом-музей Анны Бригадере
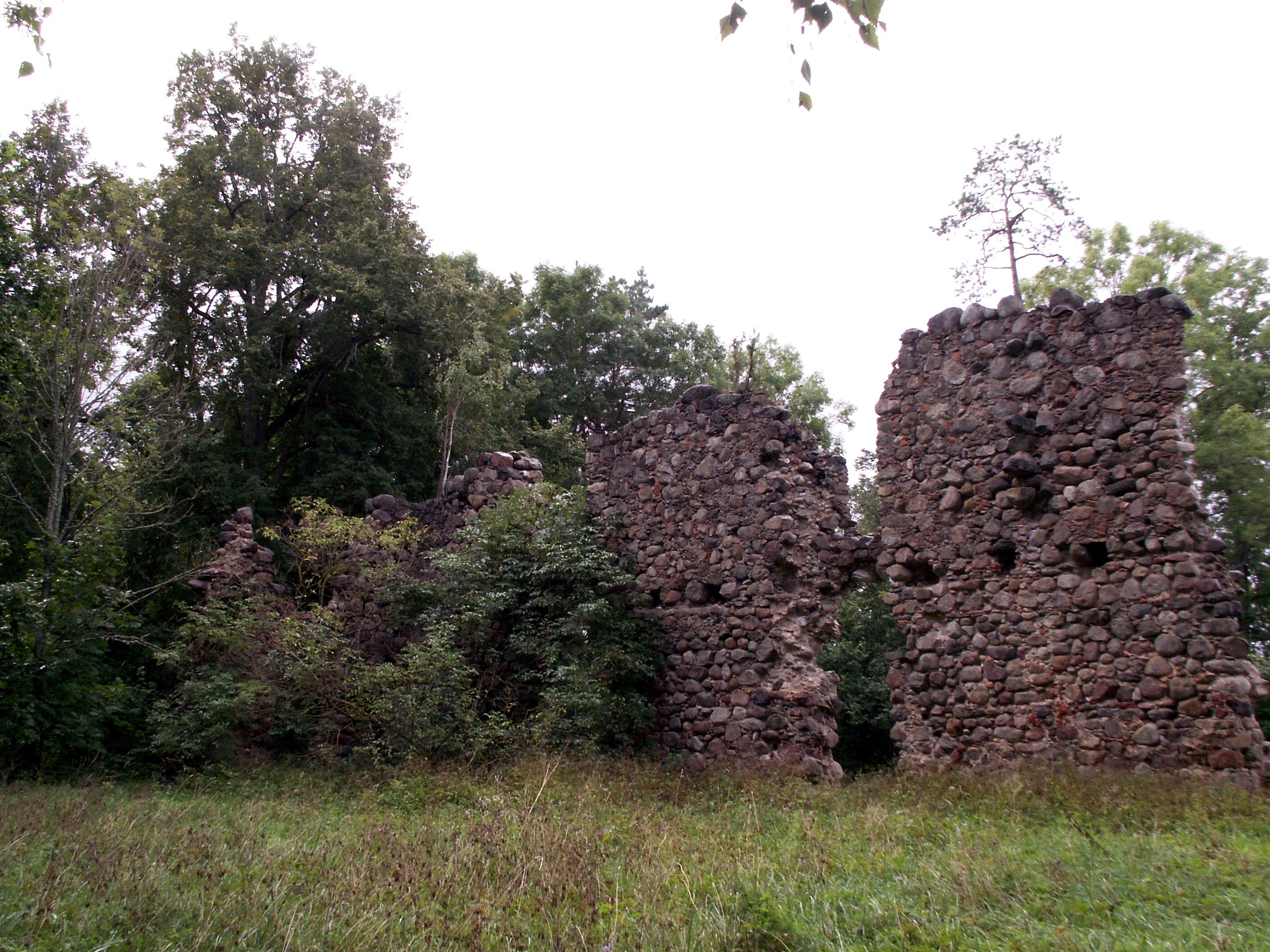
Замок Калнамуйжа
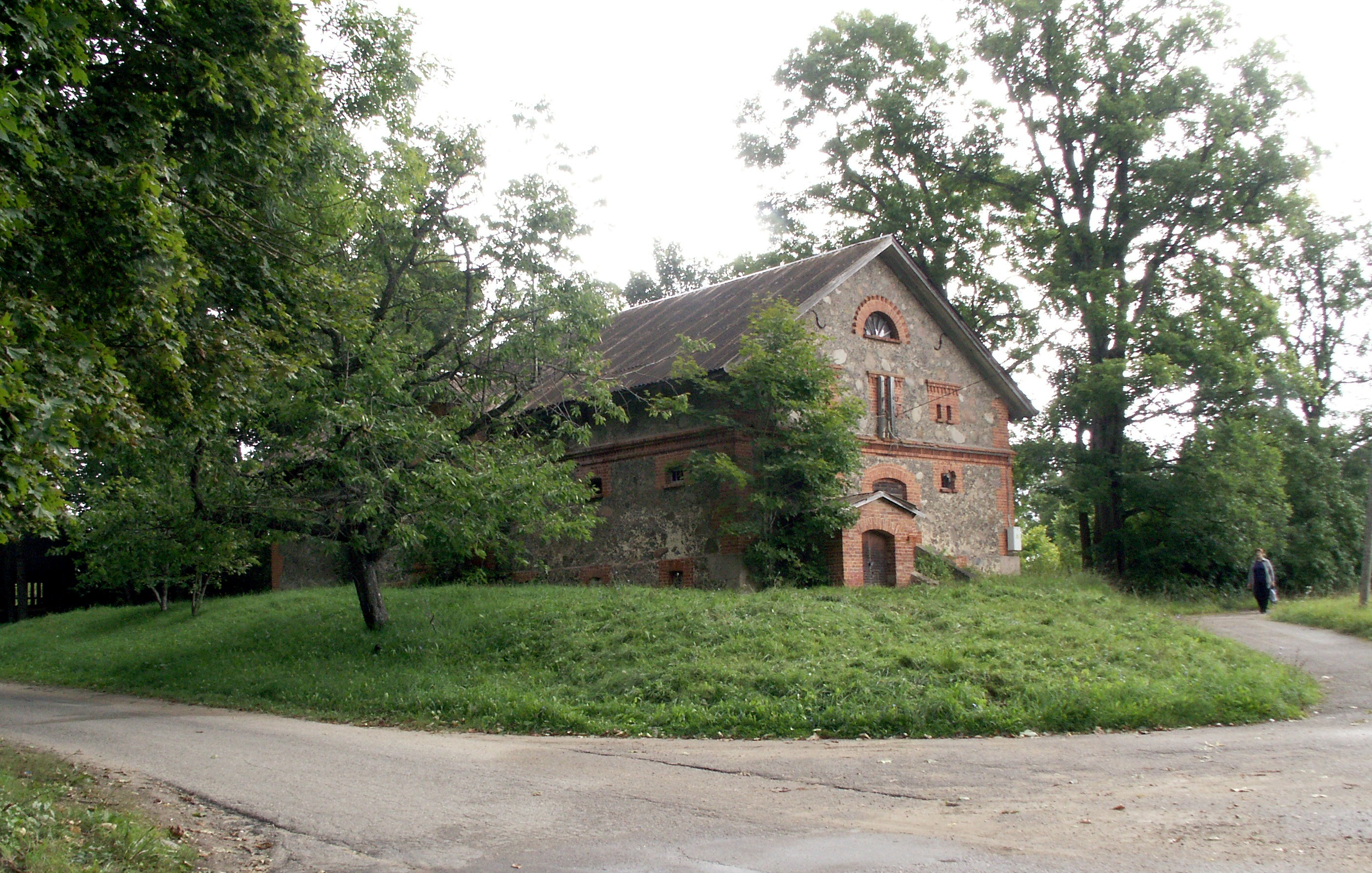
Приход
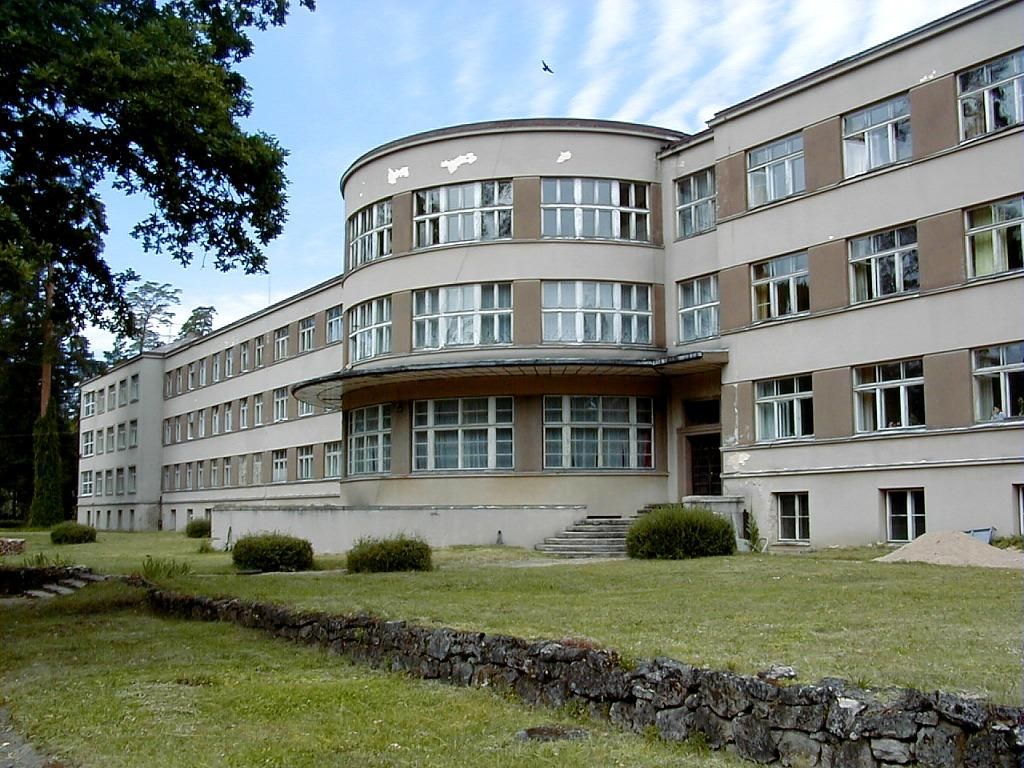
Санаторий
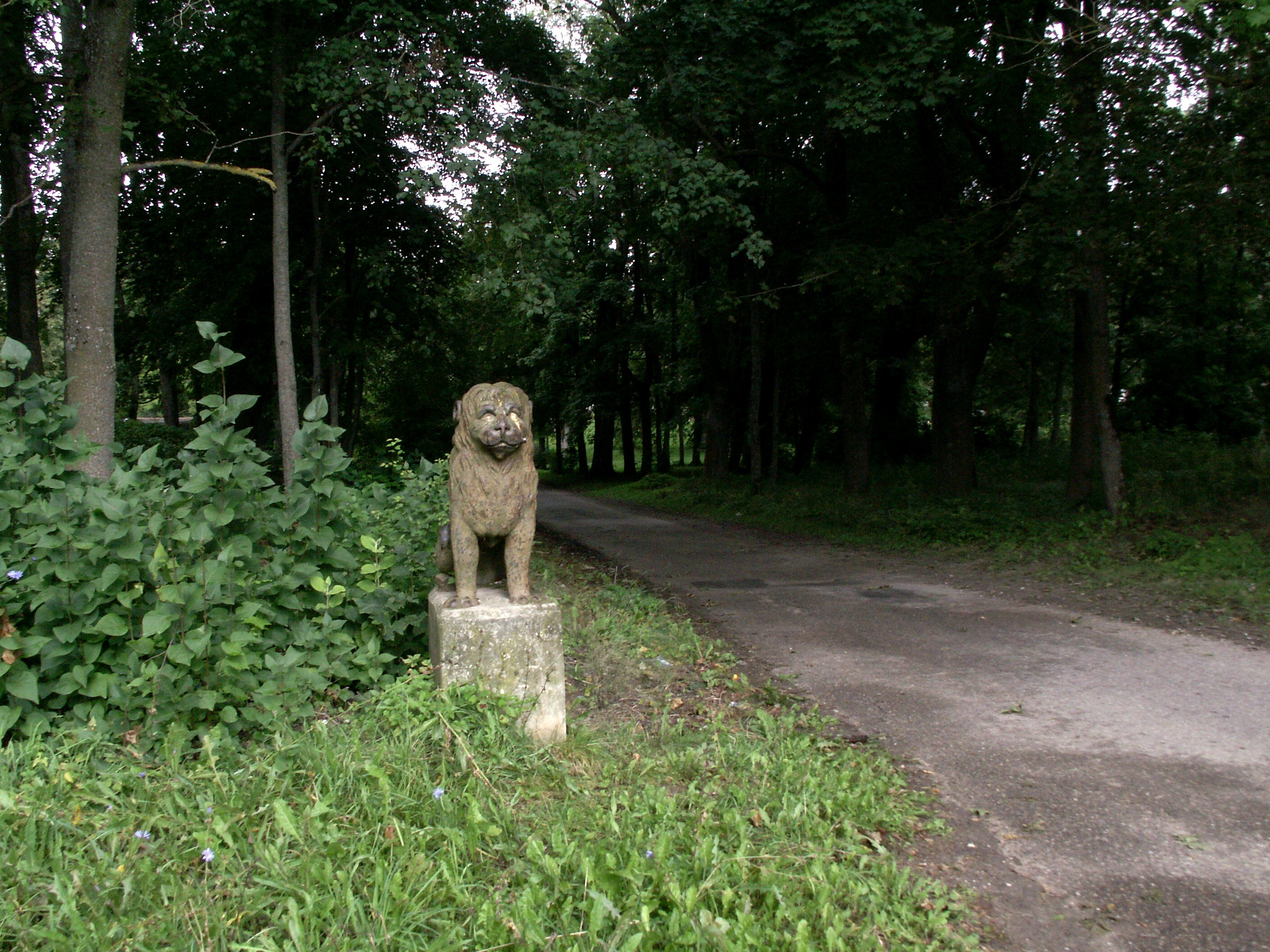
Статуя у дороги